# Jean de Durazzo
 (novembre 2018).
Si vous disposez d'ouvrages ou d'articles de référence ou si vous connaissez des sites web de qualité traitant du thème abordé ici, merci de compléter l'article en donnant les références utiles à sa vérifiabilité et en les liant à la section « Notes et références ».
Jean d'Anjou dit Jean de Durazzo ou Jean de Gravina (né en 1294, mort à Naples le 5 avril 1336) est duc de Durazzo de 1309 à 1336 et prince d'Achaïe de 1318 à 1333.

## Biographie
Jean de Gravina est le fils de Charles II d'Anjou, roi de Naples, et de Marie de Hongrie.
Son frère Robert le Sage, roi de Naples, le chargea en 1312 d'empêcher l'empereur Henri VII d'entrer dans Rome. Il défit les Colonna et s'empara de la moitié de la ville ; Henri VII, arrivé à Rome, ne réussit pas à prendre le Vatican, et dut se contenter de Saint-Jean de Latran pour se faire couronner. En 1315 il devenu comte de Gravina. En 1318, il seconda son frère dans sa lutte contre les Gibelins qui attaquaient Gênes.
Il épousa en premières noces en mars 1318 Mathilde d'Avesnes (1293 - 1336), fille de Florent d'Avesnes, prince d'Achaïe, et d'Isabelle de Villehardouin. Le but de ce mariage était de légitimer la nomination de Jean à la tête de la principauté d'Achaïe, mais, sans enfant, Jean répudia Mathilde en 1321 et conserve la principauté.
En 1324, il déposséda Jean II Orsini de son comté palatin de Céphalonie et Zante et entreprend la conquête de la Morée. Il échange ses droits sur cette dernière en 1333 avec son neveu Robert de Tarente, contre une somme d'agent, la ville de Durazzo et les droits sur le royaume d'Albanie.

## Mariages et enfants
Après sa première union en mars 1318 Mathilde de Hainaut (1293 - 1331), il se remarie le 14 novembre 1321 avec Agnès de Périgord (morte en 1345), fille d'Hélie IX, comte de Périgord, et de Brunissende de Foix, et eut :
- Charles (1323 - 1348), duc de Durazzo ;
- Louis (1324 - 1362), comte de Gravina : père de Charles III (de Duras, Durazzo, Durrës ; 1345-1386), roi de Naples et de Hongrie ;
- Robert (1326 - 1356), dit de Morée, emprisonné par le roi Louis Ier de Hongrie. Libéré, il combattit pour le roi Jean II le Bon et fut tué à la bataille de Poitiers ;
- Étienne de Durazzo (1328 - 1380), qui devint croisé au Portugal, où en 1340 il participa aux côtés de son cousin Alphonse IV à la bataille du Salado contre les Sarasins.